# سیگال مندلکر
سیگال مندلکر (زاده ۶ ژوئن ۱۹۵۶ در شیکاگو) حقوقدان، شهروند سابق اسراییل، معاون وزیر خزانه‌داری در امور تروریسم و اطلاعات مالی و مدیر «دفتر کنترل دارایی‌های خارجی» است.

## تحصیلات
مندلکر در ۶ ژوئن ۱۹۵۶ در شیکاگو متولد شده‌است. وی مدرک کارشناسی خود را در سال ۱۹۹۳ از دانشگاه میشیگان دریافت کرده‌است. همچنین در سال ۲۰۰۰ موفق به اخذ مدرک دکتری از دانشگاه پنسیلوانیا شده‌است.
وی سابقه کار در وزارت دادگستری را نیز در کارنامه دارد.

## طراحی تحریم‌های ضد ایران
مندلکر در ۲۱ ژوئن ۲۰۱۷ توسط مجلس سنا به عنوان معاون وزیرخزانه داری آمریکا در دفتر مبارزه با تروریسم و اطلاعات مالی (TFI) انتخاب شد.
او در طراحی سازوکار تحریم‌های پیچیده و مقابله با جرایم مالی در خصوص ایران نقش داشته‌است.